# Katherine Hauptman
Katherine Beata Anund Hauptman, född 14 juli 1970 i Polen, är en svensk arkeolog. Hon har arbetat på Statens historiska museer i Stockholm, och har varit chef för Historiska museet mellan april 2018 och januari 2022. I februari 2022 tillträdde hon som första chef för Sveriges museum om Förintelsen.
Hon har varit ordförande för svenska ICOM, Sveriges nationella förening inom International Council of Museums.. I februari 2022 tillträdde hon som chef för Sveriges museum om Förintelsen.
Katherine Hauptman kom till Sverige från Polen vid tre års ålder 1973 tillsammans med sin mamma. Hon växte upp i Rågsved i Stockholm.
Hon är gift med arkeologen Johan Anund och har två barn.

## Biografi
Katherine Hauptman disputerade 2002 i arkeologi på Stockholms universitet med avhandlingen Bilder av betydelse: hällristningar och bronsålderslandskap i nordöstra Östergötland. Hon har varit universitetslektor, och som anställd på Statens historiska museer har hon varit projektledare för utvecklingsprojektet ”Publik arkeologi på Historiska museet” samt för myndighetens regeringsuppdrag för jämställd representation i museisektorn. Hon var kurator för den 2012–2017 världsturnerande vikingautställningen We Call Them Vikings.